# Берёзка (приток Кривинки)
Берёзка (бел. Бяро́зка) — река в Белоруссии, протекает по территории Сенненского и Бешенковичского районов Витебской области, правый приток Кривинки.
Длина реки — 34 км, площадь водосборного бассейна — 330 км², среднегодовой расход воды в устье — 2,9 м³/с, средний наклон водной поверхности 0,5 м/км.
Вытекает из озера озеро Берёзовское, исток находится на западном берегу северного плёса озёра возле деревни Берёзки. Течёт по Чашникской равнине в Сенненском районе и Полоцкой низменности в Бешенковичском районе. Генеральное направление течения — северо-запад.
Долина и пойма невыраженные, особенно на участках, где река течет по болоту. Русло от деревни Будники до деревни Орляны в течение 21 км канализировано, ширина русла 8-20 м..
Именованных притоков не имеет, принимает воду из нескольких ручьёв и мелиорационных каналов.
Река протекает деревни Цыганки, Подгрядье, Белая Липа, Орляны, Латыгово, Романово, Рубеж, Ганковичи, Будники, Кривое Село. Впадает в Кривинку у деревни Верхнее Кривино